# Десквамация

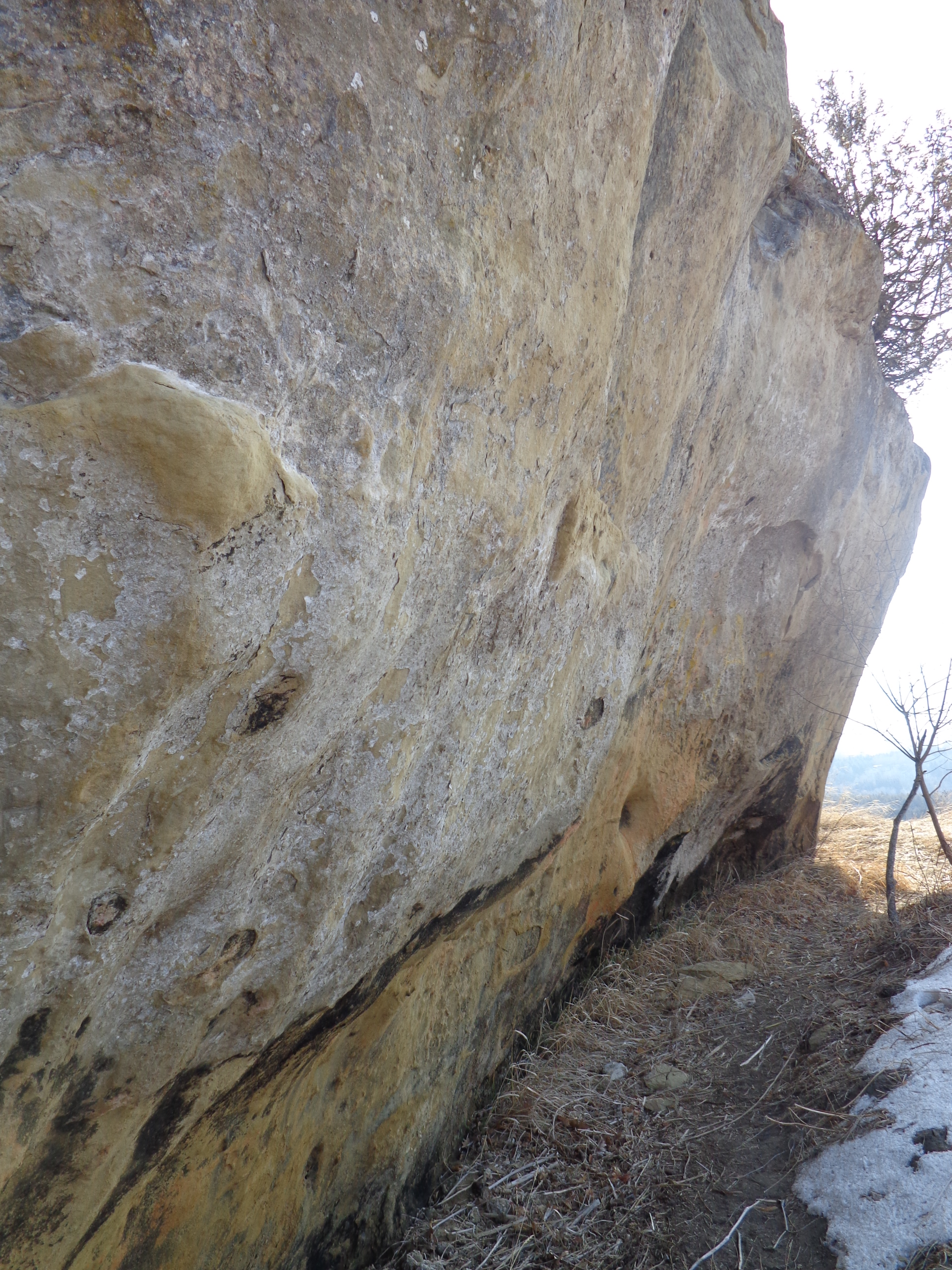
Обшелушенная десквамацией стенка скалы из песчаника

- Десквамация (лат. desquamo — удаляю чешую) — чешуйчатое шелушение (отслаивание) эпителия или других тканей с поверхности органа, происходящее либо в норме, либо вследствие различных патологических процессов. Синоним слущивание.
- Десквамация — чешуйчатое шелушение (отслаивание) горных пород под влиянием резких колебаний температуры. Обычно наблюдается в пустынях и высокогорных районах.